# Jean-Jacques Willmar
Jean-Jacques Madeleine Willmar (ur. 6 marca 1792 w Luksemburgu, zm. 20 listopada 1866 tamże) – luksemburski polityk i prawnik. Drugi premier Luksemburga, sprawujący urząd od 6 grudnia 1848 roku do 23 września 1853 roku.